# Barberá Rookies 2014
Questa voce raccoglie le informazioni riguardanti i Barberá Rookies nelle competizioni ufficiali della stagione 2014.

## Femminile

### LNFA Femenina 2014

#### Stagione regolare
| Barberà del Vallès 26 gennaio 2014, ore 11:00 1ª giornata | Barberá Rookies | 56 – 6 | Badalona Dracs | Instal·lacions de Can Llobet\| Arbitro: \| Parera \| |
| Arbitro:                                                  | Parera          |        |                |                                                      |

| Barcellona 16 febbraio 2014, ore 11:00 2ª giornata | Barcelona Búfals | 6 – 32 | Barberá Rookies | Camp de Futbol de la Barceloneta\| Arbitro: \| Parera \| |
| Arbitro:                                           | Parera           |        |                 |                                                          |

| Las Rozas de Madrid 22 marzo 2014, ore 14:00 3ª giornata | Las Rozas Black Demons | 34 – 40 | Barberá Rookies | Campo de Rugby El Cantizal\| Arbitro: \| Mondejar \| |
| Arbitro:                                                 | Mondejar               |         |                 |                                                      |

| 5-6 aprile 2014 4ª giornata | Barberá Rookies | 38 – 13 | Terrassa Reds |  |

| Barberà del Vallès 4 maggio 2014 5ª giornata | Barberá Rookies | 50 – 12 | Zaragoza Mustangs | Instal·lacions de Can Llobet |

#### Playoff
| Calatayud 7-8 giugno 2014 Finale | Barberá Rookies | 21 – 12 | Barcelona Búfals | Ciudad Deportiva |

### Statistiche di squadra
| Competizione      | %Vittorie | In casa | In casa | In casa | In casa | In casa | In casa | In trasferta | In trasferta | In trasferta | In trasferta | In trasferta | In trasferta | Totale | Totale | Totale | Totale | Totale | Totale |
| Competizione      | %Vittorie | G       | V       | N       | P       | Pf      | Ps      | G            | V            | N            | P            | Pf           | Ps           | G      | V      | N      | P      | Pf     | Ps     |
| ----------------- | --------- | ------- | ------- | ------- | ------- | ------- | ------- | ------------ | ------------ | ------------ | ------------ | ------------ | ------------ | ------ | ------ | ------ | ------ | ------ | ------ |
| Stagione regolare | 1.000     | 3       | 3       | 0       | 0       | 144     | 31      | 2            | 2            | 0            | 0            | 72           | 40           | 5      | 5      | 0      | 0      | 216    | 71     |
| Playoff           | 1.000     | 1       | 1       | 0       | 0       | 21      | 12      | 0            | 0            | 0            | 0            | 0            | 0            | 1      | 1      | 0      | 0      | 21     | 12     |
| Totale            | 1.000     | 4       | 4       | 0       | 0       | 165     | 43      | 2            | 2            | 0            | 0            | 72           | 40           | 6      | 6      | 0      | 0      | 237    | 83     |